# Wadsim Sajzau

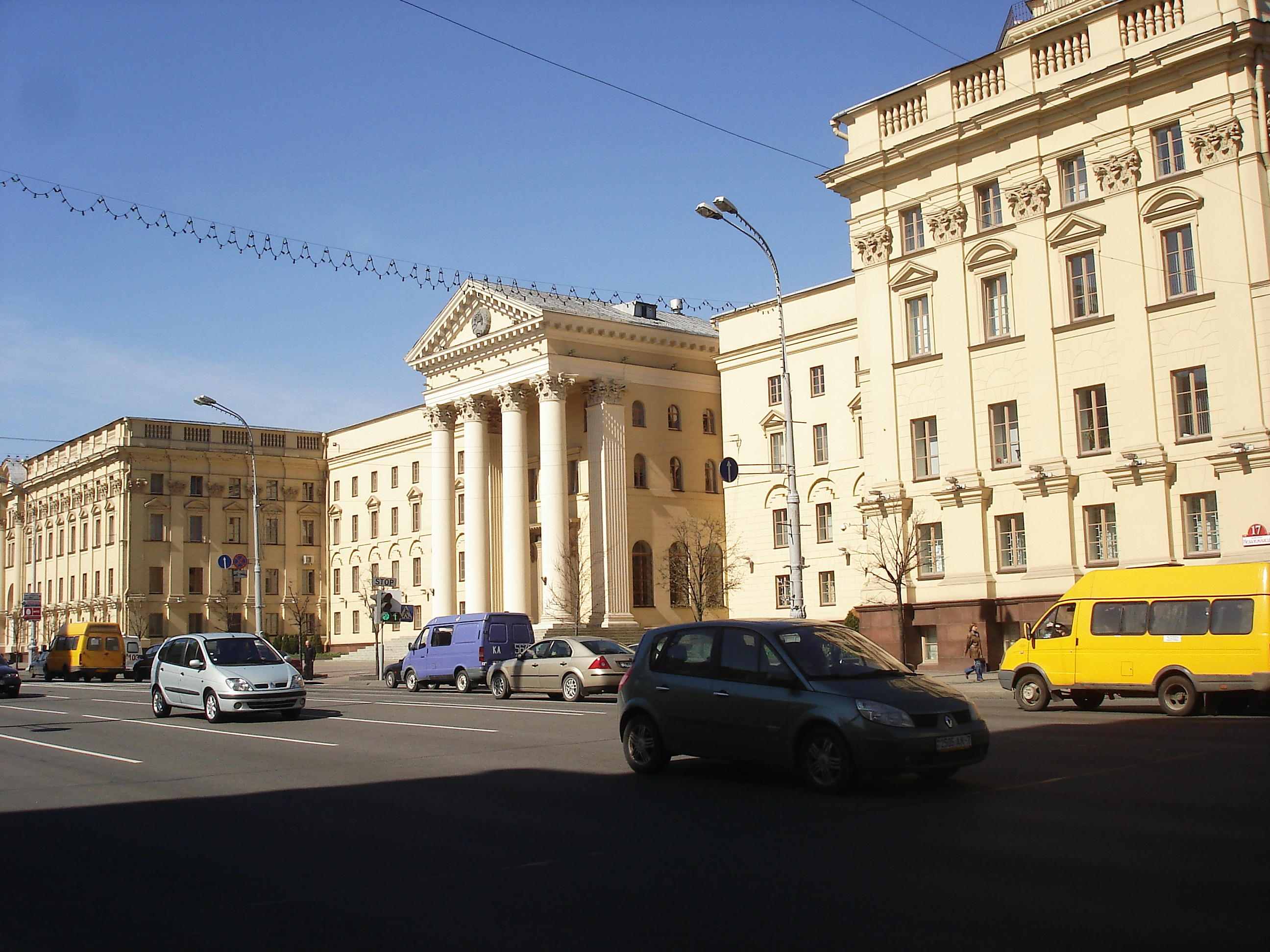
KGB-Hauptsitz in Minsk

Wadsim Jurjewitsch Sajzau (belarussisch Вадзім Юр’евіч Зайцаў; russisch Вадим Юрьевич Зайцев Wadim Jurjewitsch Saizew; geb. 1964 in der Sowjetunion) ist ein ehemaliger führender Offizier des Staatlichen Grenzkomitees der Republik Belarus. Er war von 2008 bis 2012 Chef des KGB von Belarus.

## Leben
Sajzau wurde in der Familie eines Militärs geboren. 1986 durchlief er eine Ausbildung an der Höheren Grenzschutz-Kommandoschule des KGB in Moskau. Er begann seinen Dienst als stellvertretender Leiter eines Grenzpostens. Nach dem Zusammenbruch der Sowjetunion war er bis 1994 Leiter einer Außenstelle des belarussischen Grenzschutzes. 1997 absolvierte er die Akademie des Föderalen Grenzschutzdienstes. 2002 wurde er zum Chef des Pinsker Grenzschutzkommandos ernannt. Im September 2007 wurde Sajzau per Dekret von Präsident Aljaksandr Lukaschenka zum ersten stellvertretenden Vorsitzenden des staatlichen Grenzschutzes ernannt.
Am 15. Juli 2008 erfolgte die Ernennung Sajzaus zum Vorsitzenden des KGB von Belarus. Zum Zeitpunkt seiner Ernennung hatte der Offizier den Rang eines Generalmajors inne, wurde aber bereits 2009 zum Generalleutnant befördert. Nachdem Ende 2012 bekannt wurde, dass  ein hochrangiger belarussischer KGB-Offizier Selbstmord begangen hatte, und aufgrund weiterer strittiger Fragen wurde Saizew von seinem leitenden Posten im KGB entlassen. In Medienberichten wird Sajzau als persönlicher Freund von Wiktar Lukaschenka, dem ältesten Sohn des Staatspräsidenten, bezeichnet. Im Oktober 2012 wurde Sajzau auf eine Sanktionsliste der Europäischen Union gesetzt, mit der Begründung: „Verantwortlich für die Umgestaltung des KGB in das wichtigste Organ zur Unterdrückung der Zivilgesellschaft und der demokratischen Opposition. […] Er persönlich bedrohte das Leben und die Gesundheit der Ehefrau und des Kindes des ehemaligen Präsidentschaftskandidaten Andrej Sannikow. Von ihm gingen im Wesentlichen die Befehle aus, die demokratische Opposition gesetzeswidrig zu schikanieren und Gefangene zu foltern und zu misshandeln.“
Im Januar 2021 wurde in EUobserver ein Gespräch veröffentlicht, das im April 2012 am Sitz des KGB in Minsk abgehört worden sein soll. Hierbei gab Sajzau Pläne bekannt, wonach verschiedene Gegner des belarussischen Regimes in Deutschland durch ein Attentat beseitigt werden sollten, darunter der ehemalige belarussische Gefängnisdirektor Oleg Alkajew. Diese Vorhaben wurden bisher nicht ausgeführt. Im Weiteren kamen auch Pläne zur Ermordung des Journalisten Pawel Scheremet zur Sprache, die im Juli 2016 ausgeführt wurde. Eine sachverständige Untersuchung bestätigte die Authentizität der Stimme Sajzaus aus einem Gespräch am 11. April 2012 in der Tscheka der Republik Belarus.